# Altevatnet
L'Altevatnet (sami septentrional: Álddesjávri) és l'onzè llac més gran de Noruega amb 79,71 quilòmetres quadrats. El llac és d'aproximadament 38 quilòmetres de llarg i uns 2,5 quilòmetres d'ample. Està situat al municipi de Bardu al comtat de Troms. També és el llac més gran del comtat de Troms. El llac està regulat per una presa en l'extrem nord-oest del llac. La superfície es troba a 489 metres sobre el nivell del mar.
El llac es troba a uns 10 quilòmetres de Suècia i es troba just entre dos parcs nacionals: el Parc Nacional Øvre Dividal i el Parc Nacional Rohkunborri. Els abocaments d'aigües cap al nord al riu Barduelva, que desemboca al riu Målselva, que al seu torn desemboca en el fiord de Malangen.